# توماس روميرو
توماس روميرو (بالإنجليزية: Tomas Romero)‏ هو لاعب كرة قدم أمريكي في مركز حراسة المرمى، ولد في 19 ديسمبر 2000 في تل الكرز في الولايات المتحدة. لعب مع بثلهام ستييل.

## وصلات خارجية
- توماس روميرو على موقع قاعدة بيانات كرة القدم.إي يو (الإنجليزية)
- توماس روميرو على موقع ناشيونال فوتبول تيمز (الإنجليزية)
- توماس روميرو على موقع Soccerway.com (الإنجليزية)